# Søren Dahl
Søren Krogsgaard Dahl (født 21. juni 1958 i Thisted) er en dansk radiovært, musiker, komiker, foredragsholder og forfatter, bror til Mogens Dahl.
Dahl er blandt andet kendt for sin rolle som radiovært på programmet Café Hack på P4.
Dahl er uddannet musikpædagog  med hovedfag i direktion og klaver ved Det Kongelige Danske Musikkonservatorium i 1984 og har videreuddannet sig i musical- og filmkomposition i London.
Dahl har skrevet musik til teaterstykker, TV- serier og spillefilm, bl.a. Jydekompagniet 3. Han har turneret som pianist i shows med bl.a. Finn Nørbygaard og Jette Torp, Jacob Haugaard samt Viggo Sommer
I perioden 1994-98 var Søren Dahl medlem af De Nattergale og var med i showet Nu griber det godt nok om sig.
I 1998 var der premiere på Søren Dahls eget show Mit liv som hund, det første af indtil videre fem solo-shows, hvoraf flere er blevet sendt på TV2 Charlie. Det seneste er showet Uploaded fra 2015 med Maria Lucia Rosenberg.
Sammen med samarbejdspartneren Kristian Borregaard har Søren Dahl skrevet otte børnebøger og 3 julekalendere til DR P3-programmet 10 i syv: Tiske og Taske (2000), Tiske og Taske 2 (2001) og Lille Antons jul (2002). De to har også sammen komponeret balletmusik til Diana the Princess med Schaufussballetten samt musik til div. teaterforestillinger. 
Derudover har Søren Dahl skrevet flere bøger, bl.a. Den, der vover livet – en samtalebog med fhv. statsminister Poul Nyrup Rasmussen, præst Kathrine Lilleør, Muskelsvindfondens Evald Krog. Seneste bog er erindringsbogen “Med fanden i hælene” fra 2016 skrevet i samarbejde med journalisten Karen Margrethe Schelin.
Mellem 2003 og 2017 var Søren Dahl vært på P4-programmet Café Hack. Programmet lukkede i februar 2017 efter at det kom frem at produktionsselskabet bag programmet ikke havde overholdt DR's regler om sponsorering.
Fra 9. april er Søren Dahl vært på programmet Dahl på Hack, der produceres i samarbejde med YouSee og sendes på YouSee Info-kanal, dahlpaahack.dk og på FM Classic.